# Уотсон, Роберт Спенс
Роберт Спенс Уотсон (англ. Robert Spence Watson; 6 июня 1837 — 2 марта 1911) — английский юрист,  адвокат, политический деятель. Стал знаменит своими новаторскими работами в области арбитража.

## Биография
Старший сын из 5 сыновей и 7 дочерей Джозефа и Сары Уотсон. Родители были квакерами. После учёбы в Университетском колледже Лондона занимался адвокатской практикой. 
В 1871 г. участвовал в основании Durham College of Science, впоследствии ставшего частью Ньюкаслского университета и в 1910 г. стал его президентом.
В 1870 г. во время франко-прусской войны ездил в Эльзас-Лотарингию, где оказывал помощь гражданскому населению. В 1879 г. пробрался в Уаззан (фр. Ouezzane), священный город в Марокко, где до этого не был ни один немусульманин, о чём написал книгу.
Основатель Национальной либеральной ассоциации (англ. National Liberal Federation), был её президентом в 1890—1902 годах. 
Один из основателей и казначей Общества друзей русской свободы — организации помощи борцам с российским правительством, с которой сотрудничали Степняк-Кравчинский и Волховский.
В 1905 году член Общества и временный редактор «Free Russia» российский революционер Давид Соскис, собирая деньги на покупку оружия и боеприпасов для отправки в Россию, обратился за помощью к председателю общества Роберту Уотсону, тот ответил ему, что «Возможно, вы хотите собрать фонд с целью поставки того, что я мог бы назвать «военным снаряжением». Я сомневаюсь, что фонд такого рода получит значительную поддержку. Возможно, есть богатые люди, которые его поддержат, придерживающиеся взглядов на этот вопрос отличных от моих, но их нужно искать в индивидуальном порядке и я таких не знаю».
В 1995 году рядом с его домом возведена памятная доска.

## Сочинения
- Visit to Wazan, the Sacred City of Morocco. 1880.
- The History of English Rule and Policy in South Africa. 1897.